# Mecanismo Euler-Liljestrand
El Mecanismo Euler-Liljestrand describe la conexión entre la ventilación y la circulación sanguínea (perfusión) de los pulmones. Si la ventilación en una parte del pulmón decrece, éste se vuelve con Hipoxia y empieza la vasoconstricción en esa parte. 
Este llamado shunt es un mecanismo adaptativo y beneficioso, ya que disminuye la sangre que sale del pulmón sin ser oxigenada. El mecanismo fue descubierto por dos farmacólogos suecos, Ulf von Euler (1905-1981) y Göran Liljestrand en el Departamento de Farmacología en el Instituto Karolinska en Estocolmo.
- Datos: Q528637